# 안드레이 벨로우소프
안드레이 레모비치 벨로우소프(러시아어: Андре́й Рэ́мович Белоу́сов, 1959년 3월 17일 ~ )는 러시아의 정치인이자 경제학자이다. 2024년 5월부터 국방부 장관을 맡고 있다. 2020년 1월부터 2024년 5월까지 러시아 제1부총리를 역임했다. 이전에는 러시아의 대통령 보좌관과 경제개발부 장관을 역임했다.
벨로우소프는 러시아 연방의 1급 현직 국무위원이라는 연방 국가 공무원 직급을 보유하고 있다.

## 어린 시절
벨로우소프는 1959년 3월 17일, 모스크바에서 태어났다. 그의 어머니 알리사 벨로우소바는 화학자였고 그의 아버지 렘 벨로우소프는 소련 국가계획위원회에서 일한 바 있는 경제학자였다. 벨로우소프는 수학과 물리학에 중점을 둔 명문 중등학교(현재는 V.F. 옵친니코프의 이름을 딴 학원으로 알려짐)에 다녔다. 그의 동생 드미트리(1972년생)는 러시아 과학 아카데미 경제 예측 연구소의 거시경제 과정 분석 및 예측 연구소 소장으로 일하고 있는 경제학자이다.

## 교육
벨로우소프는 1981년에 경제 사이버네틱스 전공으로 우등으로 졸업한 모스크바 국립대학교 경제학부에서 경제학을 전공했다.
1986년, 중앙경제수학연구소에서 '유통자본의 형성과 이용의 상호관련 과정을 모델링하기 위한 시뮬레이션 접근법'이란 주제로 논문을 방어하여 경제학과 준박사 학위를 보유하게 되었다.
2006년, 벨로우소프는 러시아 과학 아카데미 경제 예측 연구소에서 "러시아 경제 재생산 시스템 개발의 모순과 전망"이라는 주제로 논문을 방어하여 경제학 박사 학위를 받았다.

## 경력

### 학업 경력
벨로우소프는 1981년부터 1986년까지 중앙 경제 수학 연구소의 인간-기계 시스템 시뮬레이션 연구실에서 시범 연구원이었고, 이후 하위 연구원이 되었다. 1991년부터 2006년까지 러시아 과학 아카데미 경제 예측 연구소의 연구실장을 맡았으며, 2000년부터 2006년까지는 총리의 외부 고문을 맡았다.

### 경제개발부 (2006년 ~ 2013년)
벨루소프는 2006년부터 2008년까지 2년 동안 경제 개발 및 무역부 차관을 지냈다. 2008년부터 2012년까지 러시아 총리실 재정경제부장을 지냈다. 2012년 5월 21일, 벨로우소프는 드미트리 메드베데프 총리가 이끄는 내각의 경제 개발 장관으로 임명되었다. 벨로우소프는 엘비라 나비울리나의 뒤를 이어 경제 개발 장관이 되었다. 벨로우소프는 경제에 대한 국가 개입을 신봉했던 케인즈 경제학자로 여겨진다.

### 대통령 행정부 (2013 ~ 2020년)

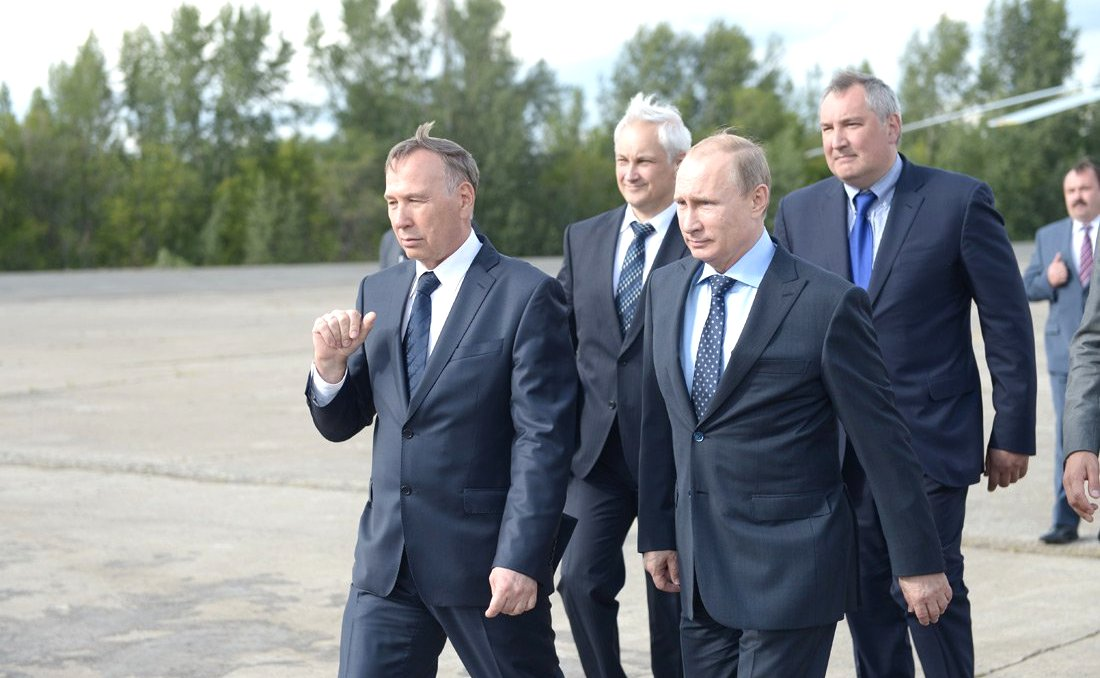
2014년 7월 21일, 블라디미르 푸틴, 드미트리 로고진과 함께한 벨로우소프

2013년 6월 24일, 벨로우소프는 푸틴 대통령의 경제 담당 보좌관으로 임명되었다. 벨로우소프는 2014년 크림 반도 합병을 지지했던 푸틴의 유일한 경제 고문이었다.그는 러시아가 "적들에게 포위되어 있다"고 믿었다.

### 러시아 제1부총리 (2020년 ~ 2024년)
2020년 1월 21일, 벨로우소프는 미하일 미슈스틴 내각에서 러시아 제1부총리로 임명되었다. 2020년 4월 30일부터 5월 19일까지 벨로우소프는 코로나바이러스에 감염된 미하일 미슈스틴을 임시로 대체하여 러시아 총리 권한대행을 맡았다. 폴리티코에 따르면 벨로우소프는 푸틴의 후계자가 될 가능성이 있는 인물 가운데 한 명이다.

### 국방장관 (2024년 ~)

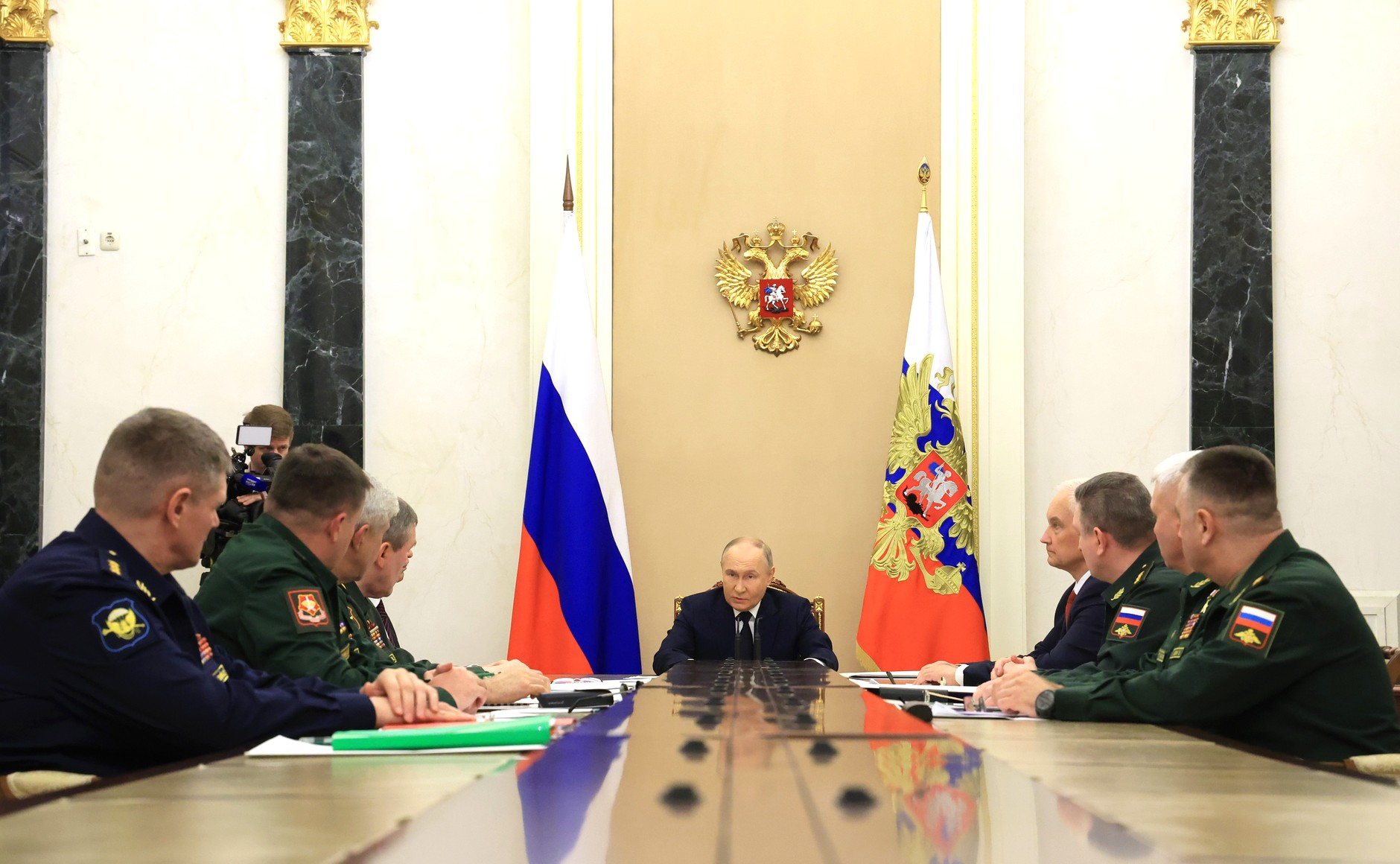
푸틴, 벨로우소프, 러시아 군관구 사령관들의 회동, 2024년 5월 15일

2024년 5월 12일, 푸틴 대통령은 세르게이 쇼이구를 대신해 벨로우소프를 국방장관으로 임명했으며, 2024년 5월 14일부터 이 임명안의 효력이 발생되었다. 키이우에 거주하는 보안 분석가인 지미 루시턴은 이전의 Twitter인 X 에서 쇼이구가 벨로우소프로 교체된 것은 푸틴이 "우크라이나보다 더 생산적이고 오래 지속시킴으로써" 승리할 것이라고 믿고 있으며 "수년간의 추가 전쟁을 준비하고 있다"는 신호라고 말했다. 카네기 러시아 유라시아 센터의 펠로우인 알렉산드라 프로코펜코는 푸틴이 러시아-우크라이나 전쟁을 소모전으로 보고 있으며 벨로우소프는 러시아의 군사화된 경제를 전시 경제로 전환하는 데 도움을 줄 것으로 기대된다고 말했다. 2024년 러시아의 군비는 러시아 예산의 약 30%를 차지했다.

## 제재
러시아의 우크라이나 침공과 관련하여 벨로우소프는 우크라이나, 유럽 연합, 미국, 일본, 캐나다, 영국, 오스트레일리아, 뉴질랜드의 제재를 받고 있다.

## 사생활
벨로우소프는 두 번 결혼했다. 벨로우소프는 러시아 정교회 신자이며 정기적으로 교회에 다닌다.  젊은 시절에는 가라테와 삼보를 즐겼으며, 현재는 육상을 즐기고 있다.